# Escravidão moderna no Brasil
A escravidão moderna no Brasil refere-se a casos em que trabalhadores são mantidos no local de trabalho em condições análogas à escravidão no Brasil. Uma atualização divulgada pelo Ministério do Trabalho e Previdência em abril de 2023 apontou que entre 2018 e 2022 dezenas de casos aconteceram no país, com Minas Gerais liderando o ranking, com 35 empregadores tendo cometido este tipo de crime.
"A escravidão moderna é diferente da escravidão antiga, praticada no Brasil durante os períodos colonial e imperial. A principal diferença é que, no período da escravidão antiga, a lei permitia que uma que uma pessoa fosse propriedade da outra, um objeto que poderia ser negociado em troca de dinheiro. Hoje, o Código Penal Brasileiro proíbe que uma pessoa seja tratada como mercadoria", explica o portal Guia do Estudante da Editora Abril.

## Definição
Conforme a Convenção da Organização Internacional do Trabalho sobre Trabalho Forçado, 1930 (No.29), a escravidão moderna refere-se a “todo trabalho ou serviço exigido de qualquer pessoa sob ameaça de qualquer penalidade e para o qual a referida pessoa não se ofereceu voluntariamente”. Para a Organização Internacional do Trabalho (OIT) "a escravidão moderna (...) é composta de dois componentes principais, o trabalho forçado e o casamento forçado".
Quando a escravidão moderna se refere especificamente a trabalho, o governo dos Estados Unidos o define assim: "o trabalho forçado, às vezes também chamado de tráfico de mão-de-obra, abrange a gama de atividades - recrutamento, abrigo, transporte, fornecimento ou obtenção - envolvidas quando uma pessoa usa força ou ameaças físicas, coerção psicológica, abuso do processo legal, fraude ou outros meios coercitivos para obrigar alguém a trabalhar".

## Contexto mundial
Segundo a OIT, "28 milhões [de pessoas] estavam em trabalhos forçados" em escravidão moderna em 2021, 10 milhões a mais que as estimativas globais de 2016.

### Ações para erradicação
A OIT recomenda uma série de ações que "marcariam um progresso significativo para acabar com a escravidão moderna", entre eles: 
- melhorar e fazer cumprir as leis e inspeções trabalhistas; acabar com o trabalho forçado imposto pelo Estado;
- medidas mais fortes para combater o trabalho forçado e o tráfico nas cadeias comerciais e de abastecimento;
- estender a proteção social e fortalecer as proteções legais
- abordar o aumento do risco de tráfico e trabalho forçado para trabalhadores migrantes
- promover recrutamento justo e ético
- maior apoio a mulheres, meninas e indivíduos vulneráveis.

## Contexto brasileiro
De acordo o portal Guia do Estudante em 2017, a Fundação Walk Free, que faz relatórios sobre a situação em todo o mundo, o Brasil possuía 161,1 mil pessoas em situação de trabalho escravo.

### Cadastro nacional de empregadores
Os casos divulgados pelo MTP em abril de 2023, por estado: Bahia (7), Ceará (1), Distrito Federal (2), Goiás (15), Maranhão (8), Minas Gerais (35), Mato Grosso do Sul (6), Mato Grosso (5), Pará (11), Pernambuco (2), Piauí (13), Paraná (8), Rio Grande do Norte (1), Rondônia (1), Roraima (1), Rio Grande do Sul (6), Santa Catarina (7), São Paulo (2) e Tocantins (1).
A lista pode ser acessada aqui.

## Casos recentes
- Escravidão em Bento Gonçalves: caso em que quase 300 pessoas foram libertados no Rio Grande do Sul em fevereiro de 2023;
- Escravidão em Uruguaiana: caso em que quase 90 pessoas foram libertadas no Rio Grande do Sul me março de 2023.

## Leia também
- Trabalho escravo contemporâneo
- Escravidão no Brasil